# Awash medio

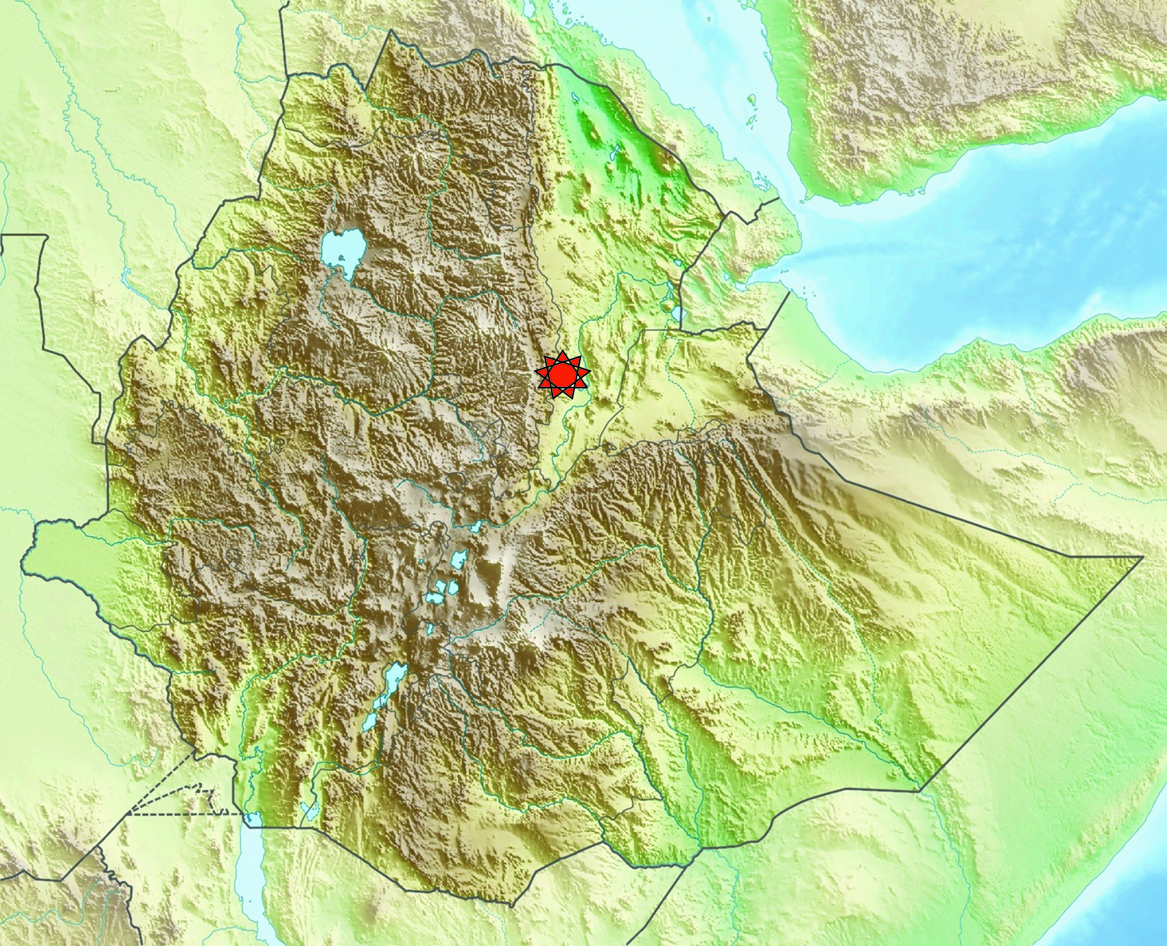
Awash medio, Etiopía.

El Awash medio  es un yacimiento arqueológico sobre el río Awash en la Depresión de Afar, Etiopía. En este yacimiento se han encontrado un buen número de restos homínidos del Pleistoceno y del Mioceno superior, así como algunos artefactos Olduvayenses y restos de arcilla quemada, una disputada evidencia del uso del fuego. Las líneas evolutivas de humanos y chimpancés se separaron aproximadamente en esta época, hace entre unos 5 y 7 millones de años.
Los sedimentos encontrados en el lugar fueron originalmente depositados en lagos o ríos, y en los restos carbonatados encontrados hay un bajo ratio de isótopos de carbono.  Esta información sugiere que, en contraste con la aridez del clima actual, el ambiente del Awash medio durante el Mioceno superior fue húmedo, y que la región era boscosa o de hábitat boscoso cubierto de hierba. También se han encontrado restos fosilizados de vertebrados junto a los de los homínidos, incluido el Thryonomys, un gran indicativo de su existencia en dicho entorno.  La zona también fue un lugar de vulcanismo periódico. Esta región fisurada seguramente creó varias regiones ecológicas diferentes, habitadas por distintas especies de animales vertebrados.
Las especies fósiles descubiertas en el Awash Medio incluyen:
- Ardipithecus kadabba
- Ardipithecus ramidus
- Australopithecus afarensis
- Australopithecus garhi
- Australopithecus anamensis
- Homo erectus
- Homo sapiens idaltu encontrado Herto Bouri.